# Jozef Deboungne
Jozef Antoon Karel Benedictus Deboungne (Hoogstraten, 22 maart 1841 - aldaar, 20 maart 1909) was een Belgisch vrederechter en politicus.

## Levensloop
Zijn vader was notaris. Zijn grootvader François, afkomstig uit Brugge, was van 1818 tot 1830 burgemeester van Hoogstraten.
Hij volgde in 1870 Cornelius Mercelis op als burgemeester van Hoogstraten. Een functie die hij één jaar uitoefende. Hij nam ontslag nadat hij benoemd werd tot vrederechter. Hij werd als burgemeester opgevolgd door Franciscus Vermeulen.